# مسجد جانتينغ الكبير
مسجد جانتينغ الكبير (بالأندونيسية: Masjid Raya Ganting) واحد من أشهر المساجد في اندونيسيا، يقع في مدينة جانتينغ، بادانغ في سومطرة الغربية بإندونيسيا.
بدأ تشييد المسجد في عام 1805، مما جعله أقدم مسجد في بادانغ وأحد أقدم المساجد في إندونيسيا. وهو من الممتلكات الثقافية في اندونيسيا.  وقد كان المسجد سابقا مركزا للإصلاح الإسلامي في المنطقة خلال القرن التاسع عشر. كما كان أحد ملاجيء الرئيس الأندونيسي سوكارنو الذي أمضى وقت المنفى في المسجد اثناء النضال ضد الاحتلال الهولندي وذلك في عام 1942.
وقد نجا المسجد من كارثة تسونامي التي ضربت بادانغ بعد زلزال سومطرة الذي وقع عام 1833،  لكنه تعرض لأضرار جسيمة بعد زلازل وقع بين عامي 2005 و 2009.
المسجد اليوم يستخدم كمركز للصلاة، وكذلك للتعليم الديني، كما أنه يعتبر نقطة للجذب السياحي.